# Metropoli di Lione
La metropoli di Lione (in francese Métropole de Lyon) è una collettività territoriale francese con uno statuto particolare della regione Alvernia-Rodano-Alpi.

## Storia
La Comunità urbana di Lione (Grand Lyon) è stata fondata nel 1969. La metropoli nasce il 1º gennaio 2015 a seguito della legge MAPTAM. Deriva dalla fusione della vecchia Comunità urbana e la parte del dipartimento del Rodano rientrante in tale comunità, e corrisponde al territorio di 59 comuni della Grand Lyon.
L'ente esercita la quasi totalità dei poteri provinciali, dovendone mantenere solo pochissimi in comune con il dipartimento del Rodano, più alcuni poteri comunali di interesse generale a tutta l'area.
Il particolare assetto amministrativo non influenza la gestione del territorio da parte degli uffici statali francesi, per i quali il vecchio ambito dipartimentale del Rodano rimane inalterato.